# Cerro Culiacán

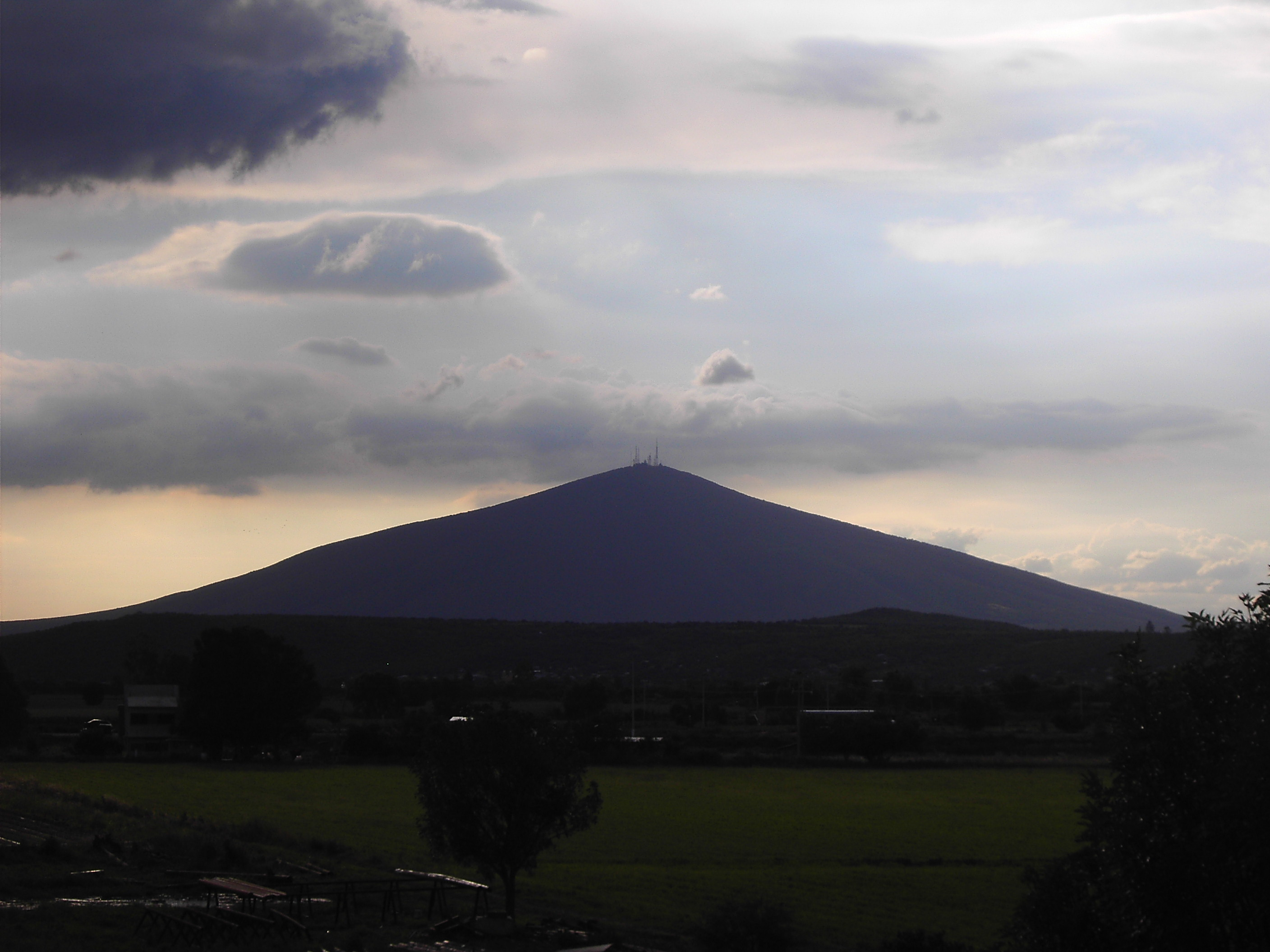
Cerro Culiacán, vista de Tarimoro, Guanajuato.

El Cerro Culiacán, también llamado Cerro El Culiacán, Cerro del Culiacán, Cerro de Culiacán o Cerro de la Santa Cruz de Culiacán, es una gran montaña localizada en el estado de Guanajuato, entre los municipios de Cortazar, Jaral del Progreso  y Salvatierra. Se caracteriza por su forma cónica regular de gran atractivo y tradicionalmente ha sido considerado como una montaña sagrada, pues se encuentran en ella vestigios arqueológicos que sugieren sean el origen de varias culturas. Sus tierras son en mayor parte ejidales.

## Usos
Se practican deportes como ciclismo de montaña, motocross, caminata, ala delta, rapel, camping, entre otros deportes extremos. Desde la cima se transmiten señales de radio, televisión, navegación aérea y telefonía móvil.
También en su cima, en las vísperas del 3 de mayo de cada año, se llevan a cabo festividades a la Santa Cruz (Santa Cruz de Culiacán), las cuales han sido identificadas como un culto sincrético al Señor de los Cuatro Vientos.

## Historia
A partir de 1954, existe para su ascenso en vehículos, un camino empedrado de 9 kilómetros, flanqueado del kilómetro 4.5 hacia arriba de verdes encinos robles, cruza bellos parajes como "El Guarichu", "La Presa", "Las Sicuas", "El Comerejero", "El Resumidero", "El Guajolote", "La Novia Coqueta", piedra de regular tamaño ubicada a un costado del camino, siempre pintada de color blanco, "La Sillita" o "Silleta", planada del tamaño de un campo de fut-bol, en donde algunos visitantes acostumbran acampar, "Las Curvas", en donde se localizan la capilla de Santiago Capitiro y la Cruz de Cañada de Caracheo.
En 1923 al ser consagradas las iglesias de El Sabino y Cañada de Caracheo, monseñor Leopoldo Ruiz y Flores, dijo que si hubiera conocido antes el cerro de Culiacán, o hubiera propuesto al Episcopado para Montaña Nacional de Cristo Rey, en lugar del Cubilete, pero este ya había sido inaugurado como tal.
En la falda, ojos de agua naturales en las comunidades de Santiago Capitiro, Ojo Zarco y Cañada de Caracheo, entre otras.
Inspiración de poetas, escritores, pintores y fotógrafos, por su airosa figura, bellísimo panorama que desde su cima se aprecia, particularmente a la salida y puesta del sol.

## Fauna y Flora
Se registran 12 especies de anfibios, 26 reptiles, 119 aves y 43 mamíferos, entre las cuales se encuentran:
- Cascabel de cola negra (Crotalus molossus)
- Aguililla aura (Buteo albonotatus)
- Carpintero mexicano (Picoides scalaris)
- Gato montés (Lynx rufus)
- Cacomixtle (Bassariscus astutus)
- Venado cola blanca (Odocoileus virginianus)

La vegetación se compone principalmente por bosque de encino, bosque tropical caducifolio y matorral crasicaule, reportándose un total de 297 especies.

## Leyendas
Una de las leyendas dice que esta montaña oculta un tesoro del mismísimo y legendario guerrillero Albino García Ramos, el tesoro era el botín saqueado de las múltiples guerrillas en la época de independencia provenientes principalmente de los estados de Zacatecas y Guanajuato. Este audaz guerrillero ocultaba el tesoro en una de las grutas del cerro de Culiacán ya muy conocidas por él; poco tiempo después muere en la ciudad de Celaya, desmembrado y exhibido en varias partes del estado de Guanajuato, para obtener el tesoro debes juntar las partes del guerrillero llevarlas a la gruta y ahí darle cristiana sepultura, entonces una mano te indicará donde está el tesoro.
Otra leyenda dice que este cerro es el mítico Aztlán, lugar donde se originan las culturas que se encontraban en el Valle de México a la llegada de los españoles (Tepanecas, Xochimilcas, Chalcas, Acolhuas, Tlahuicas, Tlaxcaltecas y Mexicas), razón por la que algunos habitantes de la región lo suelen llamar Teoculhuacan Chicomoxtoc, que significa Lugar de siete cuevas.
Una leyenda más dice que este cerro es un volcán apagado el último por agregar a las 7 luminarias de Valle de Santiago; esperando llegue el fin del mundo para hacer erupción.